# Dicranomyia ctenopyga
Dicranomyia ctenopyga är en tvåvingeart som först beskrevs av Alexander 1943.  Dicranomyia ctenopyga ingår i släktet Dicranomyia och familjen småharkrankar. Inga underarter finns listade i Catalogue of Life.